# ژان آلسی
ژان آلسی (فرانسوی: Jean Alesi‎؛ زادهٔ ۱۱ ژوئن ۱۹۶۴) راننده خودروی مسابقه‌ای اهل فرانسه است.
وی از سال ۱۹۸۹ تا ۲۰۰۱ در مسابقات فرمول یک و از سال ۱۹۸۹ تا ۲۰۰۰ در مسابقات ۲۴ ساعته لمانز شرکت میکرده است.